# Cipriano Chemello
Cipriano Chemello (Crespano, 1945. július 19. – Bassano, 2017. február 14.) olimpiai bronzérmes olasz kerékpárversenyző.

## Pályafutása
Az 1968-as mexikóvárosi olimpián 4000 méteres csapat üldözőversenyben bronzérmet szerzett Lorenzo Bosisio-val, Giorgio Morbiato-val és Luigi Roncaglia-val. Két-két világbajnoki arany- és ezüstérmet nyert ugyanebben a számban csapattársaival.

## Sikerei, díjai
4000 m, csapat üldözőverseny
- Olimpiai játékok
  - bronzérmes: 1968, Mexikóváros
- Világbajnokság
  - aranyérmes: 1966, 1968
  - ezüstérmes: 1965, 1967